# Once in a Blue Moon
 (mars 2023).
Si vous disposez d'ouvrages ou d'articles de référence ou si vous connaissez des sites web de qualité traitant du thème abordé ici, merci de compléter l'article en donnant les références utiles à sa vérifiabilité et en les liant à la section « Notes et références ».
Albums de Fool's Garden
Fool's Garden
(1991) Dish of the Day
(1995)
Singles
1. Spirit '91 / Once in a Blue Moon
Sortie : 1992

Once in a Blue Moon est le premier album studio du groupe de pop allemand Fool's Garden, mis en vente en 1993.

## Liste des pistes
1. Awakenings
2. Man in a Cage
3. Scared
4. Careless Games
5. Sandy
6. One Way Out
7. Fall for Her
8. Cry Baby Cry
9. Lena
10. Tell Me Who I Am
11. The Part of the Fool
12. You're not Forgotten
13. Spirit '91
14. Once in a Blue Moon